# New York Mets
A New York Mets egy amerikai baseballcsapat. Egyike a két New York-i profi baseballcsapatnak, székhelyük Queensben, a város egyik kerületében van. A Major League Baseballban, a Nemzeti Liga Keleti csoportjában játszanak.

## Történet
1957-ben a Brooklyn Dodgers (ma Los Angeles Dodgers) és a New York Giants (ma San Francisco Giants) New Yorkból Kaliforniába költözött, így az USA legnagyobb városa Nemzeti Ligás csapat nélkül maradt. Két évvel később, 1959. július 27-én egy William Shea nevű ügyvéd bejelentette, hogy egy harmadik baseball ligát akar létrehozni, Continental League néven. A tárgyalásokon sikerült megállapodni, hogy az új ligába szerződő csapatok inkább helyet kapnak a már meglévő Nemzeti és Amerikai ligában. Az így létrejött két-két hely egyikét New York városa kapta és a Giants volt vezetői csapatot alapíthattak.
Az új csapatnak név kellett és persze sok javaslat érkezett. A döntősök között volt a "Bees" (Méhek), "Burros" (Öszvérek), "Skyscrapers" (Felhőkarcolók), "Jets" (Rakéták) és a  "Skyliners" (A város sziluettje). A klub tulajdonosai végül egyhangúlag a "Metropolitan Baseball Club of New York" (New York Nagyvárosi Baseball Klubja) mellett döntöttek, részben azért, mert hasonlított a klub már meglévő cégnevére (New York Metropolitan Baseball Club, Inc.), részben mert emlékeztetett a 19. század végén működő, történelmileg meghatározó "New York Metropolitans" baseball klub nevére és nem utolsósorban azért, mert rövidsége miatt jól elfér az újságok címplaján. A nevet a szurkolók és a sajtó is hamar befogadta.

## Csapatjelképek
- Csapatszínek: A kék és a narancssárga a hivatalos színek, de 1998-tól a feketét is használják. A narancssárga a New York Giants-et szimbolizálja, a kék a Brooklyn Dodgers-t és ez a két szín van New York város zászlajában is. A mezükön látható keskeny csíkok a New York Yankees-re utalnak, így a Mets a város teljes baseballtörténelmét megjeleníti. A szurkolók egy része nem örül a fekete használatának, szerintük az nem kapcsolódik a klub többi színének szimbolikájához és csak üzleti okokból használja a csapat.[1][2]

- Emblémák:
  - Sapkaembléma: Kék alapon, narancssárga, egymásba érő "N" és "Y". A két betű pontosan olyan, mint annak idején a New York Giants sapkaemblémája volt, kék színű sapkája pedig a Brooklyn Dodgers-nek volt.
  - Csapatembléma: A logó alakja és a narancssárga varrások baseball-labdát szimbolizálnak. Az előtérben látható híd New York öt kerületének egységére utal. A háttérben látható várossziluett minden részének külön jelentése van: a bal szélen a templomtorony Brooklynra, mint a templomok városára emlékeztet; balról a második a Williamsburg Savings Bank, Brooklyn legmagasabb épülete; utána Manhattan egyik legszebb felhőkarcolója, a Woolworth Building következik, majd középtájon Manhattan felhőkarcolós sziluettjétől balra az Empire State Building; a legszélén pedig az ENSZ-székház látható.
- Szurkolói dal: "Meet the Mets" (1963), Bill Katz és Ruth Roberts szerezte.
- Csapatmottó: "The Team. The Time. The Mets." (A Csapat. Az Idő. A Mets.)
- Kabalafigura: Mr. Met – baseball-labda fejű, emberszerű lény.

## Döntőbeli szereplések
| Év   | Alapszakasz eredmény | Döntőbeli eredmények                                                              |
| ---- | -------------------- | --------------------------------------------------------------------------------- |
| 1969 | 100-62               | World Series győztes. A döntőben a Baltimore Orioles-t verte meg 4-1-re.          |
| 1973 | 82-79                | Nemzeti Liga győztes. A World Series-ben kikapott a Oakland Athletics-től 3-4-re. |
| 1986 | 108-54               | World Series győztes. A döntőben a Boston Red Sox-ot verte meg 4-3-ra.            |
| 1988 | 100-60               | Nemzeti Liga második. A Los Angeles Dodgers-től kapott ki 3-4-re.                 |
| 1999 | 97-66                | Nemzeti Liga második. A Atlanta Braves-től kapott ki 2-4-re.                      |
| 2000 | 94-68                | Nemzeti Liga győztes. A World Series-ben kikapott a New York Yankees-től 1-4-re.  |
| 2006 | 97-65                | Nemzeti Liga második. A St. Louis Cardinals-tól kapott ki 3-4-re.                 |

## Mets játékosok a Baseball Hírességek Csarnokában
Legalább részben a Mets-nél nyújtott teljesítményük alapján beválasztott játékosok:
- 8 Gary Carter, kapó (catcher), 1985–1989
- 41 Tom Seaver, dobó (pitcher), 1967–1977, 1983

Más sportolók a hírességek csarnokából, akik kapcsolatban álltak a Mets-el.
- 1 Richie Ashburn, outfielder, 1962
- 8 Yogi Berra, kapó 1965, menedzser 1972–1975
- 24 Willie Mays, outfielder, 1972–1973
- 33 Eddie Murray, első baseman, 1992–1993
- 30 Nolan Ryan, dobó, 1966, 1968–1971
- 11 Duke Snider, outfielder, 1963
- 21 Warren Spahn, dobó, 1965
- 37 Casey Stengel, menedzser, 1962–1965

## Visszavonultatott mezszámok
- 14 Gil Hodges, első baseman, 1962-63; menedzser, 1968-71
- 37 Casey Stengel, menedzser, 1962-65
- 41 Tom Seaver, dobó, 1967-77, 1983
- 42 Jackie Robinson, a Major League modern korszakának első színes bőrű játékosa; minden csapat visszavonultatta

## Érdekességek
- Híres Mets szurkolók: Dylan O'Brien, Matthew Broderick, Glenn Close, Stephen Collins, Phillip Seymour Hoffman, Adam Horovitz (Beastie Boys), Jimmy Kimmel, John McEnroe, Viggo Mortensen, Tim Robbins, Ray Romano, Susan Sarandon, Jerry Seinfeld, Ben Stiller, Jon Stewart. Már nem élő híres Mets szurkolók: Richard Nixon,[3] Luther Vandross, P.G. Wodehouse
- A csapat a tavaszi edzőtáborozást Port St. Lucie-ban (Florida), a Thomas J. White Stadionban tartja.